# Velika depresivna motnja
Velika depresivna motnja (angleško Major depressive disorder, MDD) (znana tudi kot klinična depresija, velika depresija, unipolarna depresija, ali unipolarna motnja ali pa kot ponavljajoča se depresija v primeru ponavljajočih se epizod) je duševna motnja oseb, za katero je značilna prodorna in vztrajna  potlačenost, ki jo spremlja nizka samozavest in  izguba zanimanja ali veselja do običajno prijetnih dejavnosti. Pogosto se za ta sindrom uporablja kar izraz »depresija«, ki pa lahko pomeni tudi druge razpoloženjske motnje ali preprosto slabo voljo. Velika depresivna motnja je stanje, zaradi katere je prizadeta oseba nemočna; negativno vpliva na osebo, njeno družino, na čas na delu ali v šoli, na spanje, prehranjevalne navade in na splošno zdravstveno stanje. V Združenih državah Amerike se okoli 3,4 % ljudi s hudo depresijo odloči za samomor, in med samomorilci jih je do 60 % imelo depresijo ali drugo motnjo razpoloženja. 
Diagnoza hude depresivne motnje temelji na bolnikovi samooceni doživetij, na poročilih sorodnikov ali prijateljev o vedenju prizadete osebe in na pregledu duševnega stanja. Za hudo depresijo ni laboratorijskega testa, čeprav zdravniki običajno predpišejo teste za telesna stanja, ki lahko povzročijo podobne simptome. Najpogosteje se pojavi v starosti med 20 in 30 let, do vrha pa pride kasneje, med 30 in 40 leti.
Običajno se ljudje zdravijo z antidepresivnimi zdravili in pogosto jih napotijo tudi na psihoterapijo, zlasti kognitivno vedenjsko terapijo (Cognitive behavioral therapy - CBT). Zdi se, da zdravila učinkujejo, vendar je učinek včasih značilen le pri najhujših primerih. Hospitalizacija je lahko potrebna, če se prizadeta oseba zanemarja, ali pa kadar je zelo verjetno, da bo škodila sebi ali drugim. Manjši delež prizadetih se zdravi z elektrokonvulzivno terapijo (ECT). Potek motnje se od epizode do epizode močno razlikuje, epizode lahko trajajo tedne, tja do motenj, ki so prisotne do smrti, spremljajo pa jo ponavljajoče se velike depresivne epizode. Depresivni posamezniki imajo v primerjavi z ljudmi brez motnje krajšo pričakovano življenjsko dobo, delno zaradi večje nagnjenosti k obolenjem in delno zaradi samomorov. Nejasno je, ali zdravila vplivajo na nevarnost samomora. Sedanji in pretekli bolniki so ponekod stigmatizirani.
Razumevanje narave in vzrokov depresije se je razvijalo skozi stoletja, a je še vedno nepopolno, tako da depresija ostaja predmet razprav in raziskav. Med predlaganimi vzroki je najti psihološke, psiho-socialne,dedne, razvojne in biološke dejavnike. Dolgoročna zloraba psihoaktivnih drog lahko povzroči ali poslabša simptome depresije. Psihološki pristopi temeljijo na teorijah osebnosti, medosebne komunikacije in učenja. Večina bioloških teorij se osredotoča na monoaminske spojine serotonin, noradrenalin in dopamin, ki so naravno prisotne v možganih in posredujejo pri komunikaciji med živčnimi celicami. Ta skupek simptomov (sindrom) je bil imenovan, opisan in opredeljen kot ena od razpoloženjskih motenj v izdaji diagnostičnega priročnika (Združenje psihiatrov ZDA) iz leta 1980.

## Simptomi in znaki
Huda depresija občutno vpliva na osebo, njeno družino, na čas na delu ali v šoli, na spanje in prehranjevalne navade ter na splošno zdravstveno stanje. Njen vpliv na delovanje in počutje so primerjali s kroničnimi obolenji, kot je diabetes.
Oseba, ki ima epizodo depresije, običajno kaže zelo slabo razpoloženje, ki prežema vse vidike življenja, in nezmožnost doživeti veselje ob dejavnostih, ki so ji dotlej bile v užitek. Depresivne ljudi lahko obremenjujejo ali zaposlujejo misli in občutki ničvrednosti, neprimerne krivde ali obžalovanja, nemoči, brezupa, in samo-sovraštva. V hujših primerih lahko depresivni ljudje kažejo simptome psihoze. Ti simptomi vključujejo zablode ali redkeje halucinacije, po navadi neprijetne. Drugi simptomi depresije so slaba koncentracija in spomin (še posebej pri melanholičnih ali psihotičnih oblikah), umikanje iz družabnih dejavnosti, zmanjšan spolni nagon in misli o smrti ali samomoru. Nespečnost je pogosta pri depresivnih ljudeh. Značilno se oseba zbudi zelo zgodaj in ne more več zaspati.Nasprotno lahko prihaja do hipersomnije, to je pretiranega spanja. Nekateri antidepresivi lahko povzročijo nespečnost zaradi stimulativnega učinkovanja.
Depresivna oseba lahko poroča o več fizičnih simptomih, kot so utrujenost, glavobol ali prebavne motnje; telesne težave so po merilih Svetovne zdravstvene organizacije najpogostejši razpoznavni znak za depresijo v državah v razvoju. Tek se pogosto zmanjša, posledica pa je izguba telesne teže, čeprav se občasno pojavi tudi povečanje teka in s tem teže. Družina in prijatelji lahko opazijo, da se oseba vede bodisi nemirno, bodisi letargično. Starejši depresivni ljudje imajo lahko kognitivne simptome nedavnega nastopa, kot je pozabljivost, in pa, kar je bolj opazno, upočasnjene gibe. Depresija pogosto soobstaja s fizičnimi motnjami, ki so za starejše značilne, kot so kap, druge kardiovaskularne bolezni, Parkinsonova bolezen in kronična obstruktivna pljučna bolezen.
Pri depresivnih otrocih je pogosto opaziti razdražljivost, bolj kot pa potlačenost, odvisno od starosti in stanja pa kažejo spremenljive simptome. Večina izgubi zanimanje za šolo in šolski uspeh jim upade. Vtis, ki ga dajejo, lahko opišemo kot nesproščen, zahteven, odvisen, ali negotov. Diagnoza se lahko odloži ali pa prezre, če si simptome razlagamo kot običajno potrtost. Depresija lahko sobiva tudi z motnjo pomanjkanja pozornosti in hiperaktivnosti (ADHD), kar diagnozo in zdravljenje obeh stanj otežuje.

### So-obolevnost
Resna depresija se pogosto pojavlja hkrati z drugimi psihiatričnimi težavami. Pregled so-obolevnosti v ZDA 1990-1992 poroča, da 51 % ljudi s hudo depresijo trpi tudi zaradi trajne anksioznosti. Simptomi anksioznosti (t. j. občutka strahu) imajo lahko velik vpliv na potek depresivne bolezni, s posledicami, kot so kasnejše okrevanje, povečano tveganje za ponovitev bolezni, večja onesposobljenost in povečano število poskusov samomora. Ameriški nevroendokrinolog Robert Sapolsky podobno trdi, da bi se odnose med stresom, anksioznostjo in depresijo dalo meriti in biološko dokazati. Več je zlorabe alkohola in drugih drog, tudi zasvojenosti, in okoli tretjina posameznikov z diagnozo ADHD razvije sočasno depresijo. Posttravmatska stresna motnja in depresija se pogosto pojavljata sočasno.
Pogosto se sočasno pojavlja tudi bolečina. Pri 65 % depresivnih je prisoten najmanj eden od simptomov bolečine in od 5 do 85 % bolnikov z bolečino bo trpelo za depresijo, odvisno od okolja; med pacienti splošnih zdravnikov je razširjenost manjša, višja pa v specialističnih klinikah. Pri diagnozi depresije se pogosto zamuja ali pa se jo spregleda, kar poslabšuje izid. Izid se lahko poslabša tudi, če se depresija opazi, vendar popolnoma napačno razume.
Depresija je povezana tudi z 1,5- do 2-krat večjim tveganjem za bolezni srca in ožilja, neodvisno od drugih znanih dejavnikov tveganja; sama po sebi je  neposredno ali posredno povezana z dejavniki tveganja, kot sta kajenje in debelost. Pri ljudeh s hudo depresijo je manj verjetno, da se bodo držali navodil za zdravljenje in preprečevanje srčno-žilnih bolezni, kar še dodatno povečuje tveganje za zdravstvene zaplete. Poleg tega se lahko zgodi, da kardiolog ne bo prepoznal depresivnega ozadja, kar bo otežilo kardiovaskularne težave, ki jih zdravi.

## Vzroki
Po biopsihosocialnem modelu igrajo vlogo pri nastanku depresije biološki, psihološki in socialni dejavniki. Model diateza-stres sloni na predpostavki, da do depresije pride, ko stresni dogodki v življenju aktivirajo že obstoječo ranljivost ali diatezo. Že prisotna ranljivost je lahko genetskega izvora, kar pomeni interakcijo med naravo in vzgojo ali shemami, ki izhajajo iz pogleda na svet, pridobljenega v otroštvu.
Depresijo lahko povzroči neposredno poškodba malih možganov, kot je to videti pri cerebralnem kognitivnem čustvenem sindromu.
Ti interaktivni modeli so pridobili tudi empirično podporo. Raziskovalci na Novi Zelandiji so na primer za preučevanje depresije privzeli prospektivni pristop, ki je dokumentirala skozi čas, kako se pojavlja depresija v sprva normalni kohorti ljudi. Raziskovalci so prišli do zaključka, da razlike v genu za serotoninski prenašalec (5-HTT) vplivajo na verjetnost, da bodo ljudje, ki so prestali zelo stresne dogodke, kasneje trpeli za depresijo. Konkretneje, depresija lahko sledi takšnim dogodkom, vendar pa se zdi bolj verjetno, da se pojavi pri ljudeh z enim ali dvema kratkima aleloma gena 5-HTT. Poleg tega je raziskava na Švedskem prišla do ocene za dednost depresije – to je ravni, do katere so individualne razlike v pojavu bolezni povezane z genetskimi razlikami – v višini okoli 40 % za ženske in 30 % za moške, razvojni psihologi pa so predlagali, da je genetske osnove za depresijo treba iskati globoko v preteklosti naravno odbranih prilagoditev. Motnje razpoloženja zaradi raznih snovi, katerih znaki spominjajo na hude depresije, so vzročno povezane z dolgotrajnim jemanjem mamil ali zlorabo mamil ali pa z umikom določenega pomirjevala in hipnotičnih drog.

### Biologija

#### Monoaminska hipoteza
Antidepresivna zdravila večinoma povečajo koncentracijo enega ali več monoaminov, to je nevrotransmitorjev serotonina, noradrenalina in dopamina v sinaptičnih špranjah med možganskimi nevroni. Nekatera zdravila delujejo neposredno na monoaminske receptorje.
Za serotonin domnevajo, da regulira tudi druge nevrotransmitorske (prenašalne) sisteme; ob znižani dejavnosti serotonina lahko ti sistemi začnejo delovati na neobičajen in bloden način. Po tej »permisivni hipotezi« pride do depresije, ko nizke ravni serotonina spodbudijo nizke ravni norepinefrina, drugega monoaminskega živčnega prenašalca. Nekateri antidepresivi raven noradrenalina neposredno dvignejo, spet drugi pa dvigujejo raven dopamina, tretjega monoaminskega prenašalca. Ta opazovanja so pripeljala do monoaminske hipoteze za depresijo. Po sodobnem opisu monoaminska hipoteza predpostavlja, da je pomanjkanje določenih živčnih prenašalcev odgovorno za ustrezne značilnosti depresije: »Norepinefrin je lahko povezan z budnostjo in energijo, kakor tudi s strahom, pozornostjo in zanimanjem za življenje; serotonin [njegovo pomanjkanje] za tesnobo, obsedenosti in prisiljeno vedenje; dopamin pa za pozornost, motivacijo, užitek in nagrajevanje, kot tudi za zanimanje za življenje«. Zagovorniki te teorije priporočajo izbiro antidepresivov z mehanizmom delovanja, ki vpliva na najbolj vidne simptome: tesnobne in razdražljive bolnike je treba zdraviti s SSRI ali zaviralci ponovnega zajema norepinefrina, osebe, ki doživljajo izgubo energije in veselja do življenja, pa z zdravili, ki krepijo vpliv norepinefrina in dopamina.
Ne glede na klinične ugotovitve, da so zdravila, ki povečujejo količino razpoložljivih monoaminov, učinkoviti antidepresivi, nedavni napredki v psihiatrični genetiki kažejo, da je fenotipska raznolikost v osrednji monoaminski funkciji kvečjemu rahlo povezana z ranljivostjo za depresijo. Kljub tem ugotovitvam vzrok za depresijo ni zgolj monoaminsko pomanjkanje. V zadnjih dveh desetletjih so raziskave odkrile številne omejitve monoaminske hipoteze; psihiatrična skupnost je neustreznost modela z vidika pojasnjevalne sposobnosti že osvetlila. Protiargument je, da je krepilni učinek, ki ga imajo zaviralci MAO in SSRI na razpoloženje, občutiti šele po več tednih terapije, čeprav do povečanja razpoložljivih monoaminov pride že v nekaj urah. Druga protiargument temelji na poskusih s farmakološkimi učinkovinami, ki monoamine izčrpajo; namerno zmanjšanje koncentracije centralno razpoložljivih monoaminov lahko nekoliko zniža razpoloženje neterapiranih depresivnih bolnikov,na razpoloženje zdravih ljudi pa to ne vpliva. Monoaminsko hipotezo, ki je že sama po sebi omejena, je javno trženje s trobentanjem o "kemičnem neravnovesju" samo še dodatno, pretirano, poenostavilo.
Leta 2003 je hipoteza interakcija gen-okolje (GXE) skušala pojasniti, zakaj je stres v življenju pri nekaterih posameznikih napovednik za depresivne epizode, pri drugih pa ne, odvisno razlik v alelih za promotorsko regijo, povezano s serotoninskim transportom (5-HTTLPR); metaanaliza iz leta 2009 je pokazala, da so stresni življenjski dogodki povezani z depresijo, vendar dokazov o povezavi z genotipom 5-HTTLPR ni našla. Druga metaanaliza iz leta 2009 je zadnjo ugotovitev potrdila.  Pregled raziskav na tem področju iz leta 2010 je našel sistematičen odnos med za oceno okoljske stiske uporabljeno metodo in rezultati študij; pri tem pregledu so tudi ugotovili, da sta bili obe meta-analizi iz leta 2009 pomembno pristranski v smeri negativnih študij, ki so se zanašale na samo-poročila pacientov o njihovih stiskah.

#### Druge hipoteze
MRI-posnetki bolnikov z depresijo so pokazali številne razlike v možganski strukturi v primerjavi z osebami, ki niso depresivne. Nedavne metaanalize študij, v katerih so se analizirale slike ljudi s hudo depresijo, poročajo, da imajo depresivni bolniki v primerjavi s kontrolno skupino povečano prostornino lateralnih ventriklov in nadledvične žleze ter zmanjšano prostornino bazalnih ganglijev, talamusa, hipokampusa in frontalnega režnja (vključno z orbitofrontalno skorjo in gyrus rectus). Izrazite vrednosti so bile povezane z bolniki z nastopom bolezni v visoki starosti, vodile so do razvoja teorije vaskularne depresije.
Možna je povezava med depresijo in nevrogenezo v hipokampusu, ki je center tako za razpoloženje kot za spomin. Pri nekaterih depresivnih posameznikih je možno ugotoviti izgubo nevronov v hipokampusu, ki korelira z motnjami v spominu in distimičnim razpoloženjem. Zdravila lahko povečajo raven serotonina v možganih, spodbujajo nevrogenezo in tako povečujejo skupno maso hipokampusa. Ta porast lahko pomaga obnoviti razpoloženje in spomin. Podobne odnose so opazili med depresijo in območjem anteriorne cingulne skorje, ki je vpletena v modulacijo čustvenega obnašanja. Eden od nevrotrofinov, ki je odgovoren za nevrogenezo, je iz možganov izvirajoč nevtropični dejavnik (BDNF). Raven BDNF v krvni plazmi depresivnih oseb je drastično zmanjšana (več kot trikrat) v primerjavi s kontrolo. Antidepresivno zdravljenje zviša raven BDNF v krvi. Čeprav je znižane ravni BDNF v plazmi najti pri številnih drugih boleznih, obstajajo dokazi za vpletenost BDNF v nastanek depresije in v mehanizem delovanja antidepresivov.
Obstajajo tudi dokazi, da lahko hudo depresijo deloma povzroči preveč aktivna os hipotalamus-hipofiza-nadledvična žleza (os HPA), posledica pa je učinek, ki je podoben nevroendokrinemu odzivu na stres. Raziskave so odkrile povišane ravni hormona kortizola in povečanje hipofize ter nadledvične žleze, kar kaže, da lahko motnje v endokrinem sistemu igrajo pomembno vlogo pri nekaterih psihiatričnih motnjah, med drugimi tudi pri hudi depresiji. Vzrok za to naj bi bilo pretirano izločanje kortikoliberina (hormona, ki sprošča kortikotropin) iz hipotalamusa, ki je vpleteno v kognitivne simptome in simptome vzburjenja.
Za hormon estrogen so ugotovili, da je vpleten v depresivne motnje zaradi povečane nevarnosti za depresivne epizode po puberteti in v obdobju pred porodom, ter za znižane ravni po menopavzi. Po drugi strani povezujejo povečano tveganje tudi z obdobji pred menstruacijo in po porodu, so povezana z nizko ravnjo estrogena.  Nenadno pomanjkanje estrogena, nihanja v ravni ali trajnejša obdobja nizkih ravni so povezana z znatnim upadom razpoloženja. Dokazano ima stabilizacija ali obnova ravni estrogena vpliv na klinično okrevanje po poporodni depresiji, po obdobju med menopavzo in po njej.
Druge raziskave so preučevale možne vloge molekul, ki so nujne za celično delovanje nasploh: citokinov. Simptomi hude depresivne motnje so skoraj enaki vedenjskim znakom ob bolezni, ko se imunski sistem telesa bori z okužbo. To odpira možnost, da gre pri depresiji za zunanjo sliko slabe vedenjske prilagoditve na bolezen, ki je posledica anomalij citokinov v obtoku. Da vnetni citokini igrajo vlogo v depresiji, je jasno videti iz metaanalize klinične literature, kjer je razvidno, da imajo depresivne osebe višje krvne koncentracije IL-6 in TNF-α od oseb v kontrolnih skupinah. Te imunološke anomalije lahko povzročijo pretirano proizvodnjo prostaglandina E₂ in verjetno prekomerno izražanje gena COX-2. Nenormalnosti pri aktiviranju encima indolamin 2,3-dioksigenaza, kot tudi pri presnovi triptofan-kinurenina lahko povzročijo prekomerno presnovo triptofan-kinurenina in s tem povečano proizvajanje nevrotoksina kinolinske kisline, kar prispeva k resni depresiji. Tudi aktiviranje NMDA, ki vodi do prekomerne glutamatergične živčne transmisije, lahko igra vlogo pri tem.

### Psihološki pristopi
Različni vidiki  osebnosti in njen  razvoj so zgleda sestavni del pojava in vztrajnosti depresije,  pogostni predhodnik pa ji je  negativno čustveno stanje. Čeprav se depresivne epizode pojavljajo pogosto v zvezi z neugodnimi dogodki, je lahko da način, kako se prizadeta oseba z njimi sooča, povezan z njeno odpornostjo.  Poleg tega je z depresijo povezano nizko samospoštovanje in samouničujoče ali izkrivljeno mišljenje. Depresija je pri ljudeh, ki so verni, manj verjetna in tudi hitreje popusti.   Še vedno ni jasno, kateri dejavniki so vzroki in kateri posledice depresije; vendar pa depresivne osebe, ki so sposobne o svojih mišljenjskih vzorcih razmišljati in jih postaviti pod vprašaj, pogosto kažejo izboljšanje razpoloženja in samozavesti.
Ameriški psihiater Aaron T. Beck je na temelju prejšnjih del psihologov  Georgea Kellyja in  Alberta Ellisa v začetku 1960 razvil teorijo, znano kot kognitivni model depresije  Predlagal je, da depresija temelji na treh konceptih: na  triadi negativnih misli, ki vsebujejo spoznavne napake okoli sebi, lastnem svetu in lastni prihodnosti; ponavljajoče se vzorce ali  sheme  depresivnega razmišljanja; in  izkrivljeno obdelavo informacij.  Na teh načelih je razvil strukturirano tehniko kognitivne vedenjske terapije (CBT).  Ameriški psiholog Martin Seligman kaže na podobnosti med depresijo pri ljudeh in priučeno nemočjo pri laboratorijskih živalih, ki v neprijetnih situacijah, iz katerih so sposobne pobegniti, vztrajajo, ker jih po predhodno priučenem znanju niso sposobne obvladati.
Teorija navezanosti, ki jo je razvil angleški psihiater John Bowlby leta 1960, napoveduje razmerje med depresivno motnjo v odrasli dobi in kakovostjo preteklih vezi med otrokom in odraslo osebo, ki je skrbela zanj. Zlasti se zdi, da "izkušnje zgodnje izgube, ločitve in zavrnitve s strani staršev ali skrbnika (s sporočilom, da otrok ni vreden ljubezni) lahko vodijo do negotovih notranjih delovnih modelov ... Notranje spoznavne predstavitve sebe kot nevrednega ljubezni in oseb, na katere se prizadeti navezuje, kot neljubečih [ali] nezanesljivih, bi bile v skladu z deli Beckove spoznavne triade".  Po eni strani so številne študije potrdile temeljna načela teorije navezanosti, po drugi strani pa raziskave niso uspele dokazati, da sta zgodnja navezanost, kot so jo opisovale prizadete osebe, in kasnejša depresija med seboj povezani. 
Depresivne osebe se pogosto krivijo za negativne dogodke, in, kot je leta 1993 pokazala študija hospitaliziranih mladostnikov in njih poročil o depresiji, osebe, ki se krivijo za negativne dogodke, pozitivnih izidov ne vidijo kot lastno zaslugo.  Ta težnja je značilno za depresivni  prireditveni, ali pesimistični pojasnjevalni slog. Albert Bandura, kanadski socialni psiholog, ki deluje na področju socialne kognitivne teorije, je mnenja, da imajo depresivne osebe o sebi negativna prepričanja, ki temeljijo na doživetjih neuspeha, na neuspešnosti družbenih modelov, na odsotnosti prepričanja, da je uspeh v družbi mogoč, in na lastnih telesnih in čustvenih stanjih, med drugim na napetosti in stresu. Ti vplivi lahko povzročijo negativno podobo o sebi in pomanjkljivo samoučinkovitost; to je, da ne verjamejo, da lahko vplivajo na dogodke ali doseganje osebnih ciljev.  
Pregled depresije pri ženskah kaže, da dejavniki ranljivosti — kot so zgodnja izguba matere, odsotnost zaupnega razmerja, odgovornost za več majhnih otrok doma, in brezposelnost — lahko skupaj s stresnimi faktorji povečajo tveganje za depresijo.  Za starejše odrasle so dejavniki pogosto zdravstvene težave, spremembe v odnosih z zakoncem ali odraslimi otroci zaradi spremenjene vloge iz ponudnika v prejemnika nege in skrbi, smrt pomembne druge osebe ali pa spremembe v razpoložljivosti in kakovosti socialnih odnosov s starejšimi prijatelji zaradi svojih z zdravjem povezanih sprememb v lastnem življenju.
K razumevanju depresije sta prispevali tudi  psihoanalitična in  humanistična veja psihologije. Iz klasične psihoanalitične perspektive avstrijskega psihiatra Sigmunda Freuda, depresija, ali melanholija,  se lahko tiče medosebne izgube   in izkušenj zgodaj v življenju.  Eksistencialni terapevti so depresije povezali s pomanjkanjem  smisla v sedanjosti  in vizije v prihodnosti.

### Socialni pristopi
Revščina in družbena izolacija sta na splošno v zvezi s povečanim tveganjem za težave z duševnim zdravjem.  Zloraba v otroških letih (fizična,  čustvena,  spolna zloraba ali zanemarjanje) povečuje tveganje za razvoj depresivnih motenj v kasnejšem življenju.  Takšna povezanost ima že na prvi pogled veljavo, glede na to, da se v letih razvoja otrok uči, kako postati družbeno bitje. Zloraba otroka s strani skrbnika bo verjetno izkrivila razvijajočo se osebnost v razvoju in vodila do veliko večje nevarnosti za depresijo in številne druga huda duševna in čustvena stanja. Motnje v delovanju družine, kot so depresije staršev (predvsem mater), hud konflikt v zakonu ali razveza , smrt enega od staršev ali druge motnje v starševstvu so dodatni dejavniki tveganja.  V odraslem obdobju  so stresni dogodki v življenju močno povezani z začetki večjih depresivnih epizod.  V zvezi s tem se zdi, da so depresije posebno navezane na življenjske dogodke, ki so v zvezi z zavračanjem družbe.   Dejstvo, da prva epizoda depresije bolj verjetno nastopi takoj po stresnih dogodkih v življenju, je skladno s hipotezo, da lahko ljudje po več zaporednih pojavih depresije postanejo bolj občutljivi za stres . 
Odnos med stresnimi življenjskimi dogodki in podporo je še odprto vprašanje; pomanjkanje socialne podpore lahko poveča verjetnost, da bo stres v življenju povzročil depresijo, lahko pa tudi odsotnost socialne podpore predstavlja obliko obremenitve, ki v depresijo vodi neposredno.  Obstajajo dokazi, da neurejeno socialno okolje, na primer zaradi kaznivega dejanja ali prepovedanih drog, predstavlja dejavnik tveganja in da po drugi strani visok socialno-ekonomski položaj okolja, z boljšimi možnostmi za razvedrilo, predstavlja zaščitni faktor. Neugodne razmere pri delu, še posebej zahtevna delovna mesta z malo možnosti za odločanje, so povezane z depresijo, čeprav je zaradi raznolikosti in motečih dejavnikov težko potrditi, da je odnos vzročna.
Depresija je lahko posledica predsodkov. Do tega lahko pride, če imajo ljudje negativne stereotipne predstave o sebi. Tak "predsodek" je lahko povezan s pripadnostjo določenemu razredu (na primer, Jaz-gej-slab) ali pa tudi ne (jaz-slab). Če nekdo veruje predsodkom o stigmatizirani skupini in potem postane njen član, lahko ponotranji svoje predsodke in razvije depresijo. Na primer, fant, ki je odraščal v ZDA, si lahko priuči negativen stereotip, da so geji nemoralni. Ko odraste in spozna, da je gej, lahko te predsodke uperi navznoter in nase ter postane depresiven. Ljudje se lahko kažejo znake ponotranjenja stereotipov o samem sebi zaradi negativnih izkušenj iz otroštva, kot so verbalne in fizične zlorabe.

### Razvojni pristopi
Z vidika razvojne teorije naj bi hipotetično depresija v nekaterih primerih zvišala posameznikovo  reproduktivno sposobnost. Razvojni pristopi k depresiji in razvojna psihologija predpostavljajo posebne mehanizme, ki naj bi človeštvu depresijo vgradili v genski fond; hipoteza lahko razloži dednost in razširjenost depresije, saj gre po n jej pri nekaterih sestavinah depresije za prilagoditve,  kot so vedenja, ki se tičejo  navezanost in položaja v družbi.  Sedanja vedenja lahko razložimo kot prilagoditve, ki regulirajo odnose in vire - izid je pri tem lahko da slabo prilagojen na sodobna okolja.
Gledano iz drugega zornega kota, lahko terapevt depresijo vidi ne kot biokemijsko bolezen ali motnjo, temveč kot "celotnemu človeštvu dostopen portfolio čustvenih programov, ki jih večinoma aktivira (skoraj vedno pretirano negativno) dojemanje velikega upada v osebni koristnosti , ki je včasih lahko povezano s krivdo, sramom ali občutkom zavrnitve".  Ta portfolio je lahko da prišel do besede v prazgodovini človeštva pri starajočih se lovcih, ki so pri iskanju hrane zaradi upadajočih sposobnosti bili odrinjeni na rob; lahko da še prihaja do izraza pri  odtujenih članih sodobne družbe. Občutki nekoristnosti, ki se ob takšni marginalizaciji porodijo, bi teoretično morali spodbuditi podporo prijateljev in sorodnikov. Podobno kot pri  fizični bolečini, ki se je razvila kot zaščita pred dejanji, ki bi lahko povzročila dodatne poškodbe, se je " duševna beda" lahko da razvila z namenom, preprečiti nepremišljene in slabo prilagojene reakcije na mučne situacije.

### Raba mamil in alkohola
Zelo visoke ravni zlorabe snovi, ki zasvajajo, še posebej alkohola, pomirjeval in marihuane, je najti v psihiatričnem prebivalstvu. Depresije in druge težave z duševnim zdravjem lahko povzroča tudi snov, ki se jemlje; diferencialna ali dvojna diagnoza o tem, ali obstaja povezava ali soodvisnost med duševno bolehnostjo in snovjo, je pomemben del psihiatrične ocene.  Po DSM-IV diagnoze razpoloženjske motnje ni mogoče postaviti, če je verjetni vzrok "neposredno fiziološko učinkovanje kake snovi"; če sindrom, ki spominja na hudo depresijo, verjetno neposredna posledica zlorabe snovi ali neželenih učinkov zdravil, gre za tako imenovano ", razpoloženjsko motnjo pod vplivom snovi". Alkoholizem ali prekomerno uživanje alkohola močno zveča tveganje za pojav hude depresije.   Tako kot  alkohol delujejo benzodiazepini depresivno na  osrednje živčevje; ta skupina zdravil se pogosto uporablja za zdravljenje nespečnosti, anksioznosti  in  mišičnih krčev. Podobno kot alkohol tudi benzodiazepini povečujejo tveganje za razvoj hude depresije. To povečano tveganje za depresijo je lahko da delno posledica škodljivih ali strupenih učinkov, ki jih imajo pomirjevala oz. uspavala, kot je alkohol, na nevrokemijo,  na primer na zni#anje ravni serotonina in noradrenalina,  ali aktiviranje imunsko posredovanih vnetnih poti v možganih. Kronična uporaba benzodiazepinov lahko depresijo tudi povzroči ali poslabša,  ali pa pride do depresije v okviru dolgotrajnega odtegnitvenega sindroma.   Približno četrtina ljudi, ki okrevajo po alkoholizmu, doživlja anksioznost in depresijo, ki lahko traja tudi do 2 leti.  Tudi zloraba metamfetamina je pogosto povezana z depresijo.

## Diagnoza

### Klinična ocena
Diagnostično oceno lahko postavlja ustrezno usposobljen splošni zdravnik, psihiater ali psiholog,  ki  protokolira trenutne okoliščine osebe, osebno zgodovino, trenutne znake bolezni in družinsko zgodovino. Širok klinični cilj je formulirati pomembne biološke, psihološke in socialne dejavnike, ki lahko vplivajo na posameznikovo razpoloženje. Ocenjevalec se lahko v pogovoru tudi loti vprašanja, kako prizadeta oseba trenutno uravnava svoje razpoloženje (zdravo ali prizadeto), recimo z alkoholom in drogami. Ocena vključuje tudi pregled duševnega stanja, to je oceno trenutnega razpoloženja osebe in vsebine njenih misli, zlasti prisotnost tem, kot so brezup ali pesimizem, samopoškodovanje ali samomor, in pa odsotnost pozitivnih misli in načrtov.  Strokovne službe za duševno zdravje so redke na podeželju, in tako je diagnoza in upravljanja v veliki meri prepuščena  primarni oskrbi s strani zdravnikov. Ta problem je še bolj izrazit v državah v razvoju.   Pregled duševnega zdravja lahko vključuje uporabo ocenjevalne lestvice kot je na primer Hamiltonova lestvica za depresijo  ali Beckov inventar depresije.   Ocena samo na osnovi ocenjevalne lestvice po mnenju DSM in ICD za diagnozo depresije ne zadostuje nudi pa sliko resnosti simptomov za časovno obdobje, tako da je treba osebo z rezultati nad dano mejo temeljiteje oceniti za depresivno motnjo diagnoze.  V ta namen je na voljo več lestvic.  Presejalni programi naj bi, kot trdijo njihovi zagovorniki, izboljšali odkrivanje depresije, vendar dokazano ne vplivajo na verjetnost odkritja, uspešnost zdravljenja in njegov končni rezultat.
Zdravniki v osnovnem zdravstvenem varstvu in drugi zdravniki, ki niso specialisti v psihiatriji, imajo težave pri diagnosticiranju depresije, deloma zato, ker so usposobljeni za prepoznavanje in zdravljenje telesnih bolezenskih znakov, depresija pa lahko povzroči nešteto fizične (psihosomatske) simptome.  Ne-psihiatri spregledajo dve tretjini primerov in nepotrebno zdravijo bolezni, ki jih prizadeti nimajo.
Preden diagnosticira hujšo depresivno motnjo, zdravnik načeloma opravi zdravniški pregled in izbiro preiskav. da izključi druge vzroke za simptome. To so testi krvi, med drugim za  TSH in tiroksin, da se izključi hipotiroidizem; za  osnovne elektrolite in kalcij v serumu, da se izključijo  presnovne motnje; in za  celotno krvno sliko, vključno z meritvijo   sedimentacije eritrocitov (ESR), da se izključi sistemska okužba ali kronična bolezen.  Pogosto se izključujejo tudi neželene čustvene reakcije na zdravila ali zloraba alkohola. Lahko se tudi ugotovi raven Testosterona, ker je hipogonadizem lahko vzrok za depresijo pri moških.
Subjektivne kognitivne težave se pojavljajo pri starejših depresivnih ljudi, lahko pa so tudi znak za začetek  dementnih motenj, kot je na primer Alzheimerjeva bolezen.   Kognitivno testiranje in slikanje možganov lahko pomagata razločiti depresijo od demence. Računalniška tomografija lahbko izključi možgansko patologijo možganov pri osebah, ki kažejo psihotične, hitro nastopajoče ali sicer neobičajne simptome.  Na splošno velja, da se preiskav ob poznejših epizodah ne ponavlja, razen če za to obstaja medicinska indikacija.
Biološki testi, ki bi potrdili resno depresijo, ne obstajajo.   Namen raziskav, v katerih se je iskalo biološke označevalce depresije, je bil, zagotoviti objektivne diagnostične metode. Obstaja več možnih biomarkerjev, med drugim iz možganov izveden nevrotrofičen faktor (BNDF - Brain-Derived Neutrophic Factor) in razne funkcionalne metode MRI. Ena od študij je razvila model za drevo odločanja, ki temelji na seriji posnetkov fMRI, narejenih med različnimi dejavnostmi. V skupini testiranih so avtorji te študije uspeli doseči občutljivost 80% in specifičnost 87%, kar ustreza negativni napovedni vrednosti 98% in pozitivni napovedni vrednosti 32% (pozitivno in negativno razmerje verjetij sta bila 6,15 oziroma 0,23). Preden pa se ti testi začnejo uporabljati v kliniki, bo potrebno še veliko več raziskav.

### Kriteriji DSM-IV-TR in ICD-10
Najpogosteje uporabljena merila za diagnozo depresivnih stanj je najti v revidirani četrti izdaji  Diagnostični in statistični priročnik duševnih motenj (DSM-IV-TR) Združenja psihiatrov ZDA in v   Mednarodni klasifikaciji bolezni' '(ICD-10) Svetovne zdravstvene organizacije, ki uporablja  izraz  depresivna epizoda za eno epizodo in ponavljajoča se depresivna motnja za ponavljajoče se epizode.  Sistem ICD se po navadi uporablja v evropskih državah, DSM pa v ZDA in številnih drugih neevropskih državah,  in avtorji obeh del skušajo vsebine usklajevati. 
Tako DSM-IV-TR kot ICD-10 navajata značilne (glavne) simptome depresije.   ICD-10 opredeljuje tri tipične simptome depresije (depresivno razpoloženje, anhedonijo, in zmanjšanje energije), od katerih morata za diagnozo depresivne motnje biti prisotna dva.  DSM-IV-TR pozna dva glavna simptoma depresije, potrtost in anhedonijo. Za diagnozo  resne depresivne epizode mora biti prisoten najmanj eden od njiju.
Veliko depresivno motnjo DSM-IV-TR razvršča med razpoloženjske motnje.   Diagnoza temelji na prisotnosti ene same velike depresivne periode ali na zaporedju epizod, ki se ponavljajo. Dodatni kvalifikatorji se uporabljajo pri razvrščanju, tako epizode same kot tudi poteka motnje. Kategorija depresivna motnja, ne navedena drugje se diagnosticira, če manifestacija depresivne epizode ne ustreza kriterijem za veliko depresivno epizodo. Sistem ICD-10 izraza huda depresivna motnja  ne uporablja, temveč navaja zelo podobna merila za diagnozo depresivne epizode (blaga, zmerna ali huda); če je prišlo do več epizod brez manije, se lahko doda opis "ponavljajoča se. 

#### Huda depresivna epizoda
Za hudo depresivno epizodo je značilno močno depresivno razpoloženje, ki traja vsaj dva tedna. Epizode so lahko da izolirane ali pa se ponavljajo, kategorizirajo se kot blage (nekaj simptomov, ki presegajo minimalnih kriterijev), zmerne ali hude (odvisno od njih vpliva na socialno ali poklicno delovanje). Epizoda s psihotičnimi značilnostmi, pogosto imenovana  psihotične depresija  - sama po sebi velja za hud primer. Če je bolnik doživel epizodo manije ali  izrazito dobrega razpoloženja, je diagnoza bipolarna motnja.  Depresijo brez manije včasih imenujejo enopolna, saj razpoloženje ostaja v enem in istem čustvenem stanju ali "polu".
DSM-IV-TR izključuje primere, ko so simptomi posledica izgube ljubljene osebe, četudi je mogoče, da se običajna žalost razvije v depresivno epizodo, če razpoloženje ne odneha in če pojavijo znaki, i so  značilni za resne depresivne epizode.  Merila so kritizirali, ker ne upoštevajo vseh drugih vidikov osebnega in družbenega konteksta, v katerem se depresija lahko pojavi.  Poleg tega so nekatere študije odkrile le malo empirične podpore za razmejitvene kriterije DSM-IV in s tem nakazale, da gre za diagnostične konvencije, ki zamegljujejo zvezen razpon depresivnih simptomov z različno težo in trajanjem:  Izključena je pri tem vrsta sorodnih diagnoz, kot na primer 
- distiamija, pri kateri gre za kronično razpoloženjsko motnjo, vendar blažje oblike;[135]
- ponavljajoča se kratkotrajna depresija v obliki krajših depresivnih epizod;[136] [137]
- manjša depresivna motnja, pri kateri so prisotni le nekateri simptomi hude depresije;[138]  in
- prilagoditvena motnja z depresivnim razpoloženjem, ki označuje potrtost zaradi psihološkega odziva na ugotovljiv dogodek ali  vzrok za stres.[139]

#### Podtipi
DSM-IV-TR poleg značilnosti, kot je dolžina, resnost in prisotnost psihotičnih znakov, pozna pet nadaljnjih podtipov hude depresine motnje:
- Melanholična depresija se kaže kot izguba veselja pri večini ali vseh aktivnosti, pomanjkanje odziva na prijetne dražljaje, kot depresivno razpoloženje, bolj izrazito kot se ga doživlja pri žalovanju ali izgubi, kot poslabšanje simptomov v zgodnjih jutranjih urah, rano prebujanje zjutraj, psihomotorična zaostalost, pretirana izguba teže (ki je ne  smemo zamenjevati z  neješčnostjo) ali pretiran občutek krivde.[140]
- Atipična depresija se kaže kot razpoloženjska odzivnost (paradoksalna anhedonija) in pozitivnost, občuten porast teže ali povečan apetit (jed kot tolažilo), pretirano spanje ali zaspanost (hipersomnija), občutek težkih udov, znan kot svinčena paraliza in pa občutna socialna omejenost ki je posledica preobčutljivosti na zaznano  medosebno zavračanje.[141]
- Katatonična depresija je redka in huda oblika depresije z motoričnimi motnjami in drugimi simptomi. Oseba je nema in skoraj omrtvela, ostaja bodisi nepomična ali pa se nesmotrno ali celo bizarno giblje. Katatonični simptomi se pojavljajo tudi pri shizofreniji ali v maničnih epizodah, vzrok jim je lahko nevroleptični maligni sindrom.[142]
- Poporodna depresija ali duševne in vedenjske motnje, povezane z  poporodnim obdobjem, ki niso razvrščene drugam,[122]  se tiče močne, trajajoče depresije pri ženskah po porodu, motnje, ki včasih prizadeto osebo onesposobi. Poporodna depresija se pojavlja pri 10-15% novih porodnic. Za diagnozo poporodne depresije je po DSM-IV pogoj, da se znaki pojavijo do enega mesca po porodu. Poporodna depresija naj bi trajala tudi do tri mesece.[143]
- Sezonska čustvena motnja (SAD - Seasonal affective disorder) je oblika depresije, pri kateri se depresivne epizode pojavijo jeseni ali pozimi, in spomladi izginejo. Diagnoza zahteva, da pride do najmanj dveh epizod v hladnejših mesecih, v drugih letnih časih pa ne, in to tekom dveh let ali več.[144]

### Diferencialne diagnoze
Pri odločitvi za veliko depresivno motnjo, kot najverjetnejšo diagnozo je treba upoštevati tudi druge možnosti, med drugim distimijo, prilagoditveno motnjo z depresivnim razpoloženjem ali pa bipolarno motnjo. Distimija je kronična razpoloženjska motnja blažje oblike, pri kateri prizadeta oseba doživlja skoraj dnevno potrtost, in to vsaj dve leti dolgo. Simptomi niso tako hudi kot so pri resni depresiji, čeprav so ljudje z distimijo nagnjeni k drugotnim epizodam težke depresije (včasih jo imenujejo dvojna depresija).  Prilagoditvena motnja z depresivnim razpoloženjem je motnja razpoloženja, do katere prihaja zaradi psihološkega odziva na prepoznaven dogodek ali na povzročitelja stresa, z občutnimi čustvenimi ali vedenjskimi simptomi, ki pa ne izpolnjujejo meril za veliko depresivno epizodo. Bipolarna motnja, znana tudi kot manično-depresivna motnja, je stanje, v katerem se depresivne faze izmenjujejo z maničnimi ali hipomaničnimi obdobji. Čeprav je depresija trenutno kategorizirana kot samostojna motnja, razprava o tem še teče, saj posamezniki z diagnozo hude depresije pogosto doživljajo nekatere znake hipomanije, kar je mogoče razumeti kot znak za to, da gre pri motnjah razpoloženja za kontinuum.
Preden se odločimo za diagnozo hude depresivne motnje, je treba izločiti druge motnje. Med drugim gre za depresije zaradi telesne bolezni, zdravil in zlorabe snovi. Depresija zaradi telesne bolezni se diagnosticira kot motnja razpoloženja zaradi splošnega zdravstvenega stanja. Ta pogoj se določa na podlagi zgodovine, laboratorijskih izvidov ali s fizičnim pregledom. Če je depresija posledica zlorabe snovi, kot so mamila, zdravila ali izpostavljenost toksinu, se stanje diagnosticira kot s snovjo inducirana motnja razpoloženja.

## Preventiva
Vedenjski posegi, kot je na primer medosebna terapija in kognitivno-vedenjska terapija, učinkovito preprečujejo nastop nove depresije.    Ker so te vrste posegi zgleda najbolj učinkoviti, če so namenjene posameznikom ali majhnim skupinam, naj bi svoje obsežno ciljno občinstvo mogoče najlaže dosegle prek Interneta.
Starejša meta analiza pa je bila ugotovila, da so zaščitni programi s komponento, ki krepi sposobnost pacienta, na splošno boljši od vedenjsko usmerjenih programov; analiza je tudi ugotovila, da so za razliko od vedenjskih programov programi za družbeno podporo posebno starejšim nedvomno koristni. Poleg tega so programi, ki so depresijo najbolje preprečili, nudili najmanj osem srečanj dolžine med 60 in 90 minut, v izvedbi kombinacije laičnih in strokovnih delavcev, z raziskovalno zasnovo visoke kakovosti; navajali so stopnjo osipa in nudili dobro definiranim posegom.
Nizozemski sistem za duševno zdravje nudi zaščitne posege, kot je kurz "spopad z depresijo" (CWD - Coping With Depression), namenjen ljudem z depresijo pod ravnjo praga. Za kurz trdijo, da je najuspešnejši psiho-vzgojni poseg za zdravljenje in preprečevanje depresije, tako z vidika prilagodljivosti različnim populacijam kot z vidika doseženih rezultatov; nevarnost za hude depresije zniža za 38% in se po učinkovitosti dobro odreže v primerjavi z drugimi psihoterapijami.   Zaščitni koraki lahko vodijo do znižanja v pogostnosti motnje med 22 in 38%.

## Obvladovanje
Trije najpogostejši načini zdravljenja depresije so psihoterapija, zdravila in zdravljenje z elektrošokom. Psihoterapija je za ljudi pod 18 let najprimernejša oblika (bolj kot zdravila). Državni inštitut za zdravje in nego ([National Institute for Health and Care Excellence - NICE) je v smernicah za leto 2004 mnenja, da se antidepresivi ne bi smeli uporabljati za začetno zdravljenje blage depresije, ker  tveganja niso v ravnotežju s koristmi. Za zdravljenje z depresivi, v kombinaciji s psihosocialnimi posegi, pridejo po smernicah v poštev:
- Ljudje z anamnezo zmerne ali hude depresije
- Osebe z blago depresijo, ki je prisotna že daljše obdobje
- Kot druga izbira pri zdravljenju blage depresije, ki po drugih posegih ne poneha
- Kot prva izbira za zdravljenje zmerne ali hude depresije.

Smernice nadalje pripominjajo, da je z antidepresivnim zdravljenjem treba vztrajati vsaj šest mesecev, da se zmanjša tveganje za ponovitev bolezni in da se zdravila SSRI bolje prenašajo kot triciklični antidepresivi.
Ameriško psihiatrično združenje je objavilo smernice za zdravljenje, ki priporočajo, da se začetno zdravljenje individualno prilagodi, na podlagi dejavnikov, kot so resnost simptomov, soobstoječe motnje, izkušnje iz predhodnih zdravljenj in želje pacienta.  Alternative so lahko farmakoterapija, psihoterapija, elektrokonvulzivna terapija (ECT), transkranialna magnetna stimulacija (TMS) ali svetlobna terapija.  Antidepresivi kot začetna izbira za zdravljenje se priporočajo pri osebah z blago, zmerno ali hudo depresijo; predpisati jih je treba vsem bolnikom s hudo depresijo, razen v primeru, da se načrtuje ECT.
Možnosti zdravljenja so veliko bolj omejene v državah v razvoju, kjer je dostop do osebja s področja duševnega zdravja, zdravil in psihoterapije pogosto težek. Razvoj storitev za duševno zdravje je v mnogih državah zelo omejen; za depresijo se misli, da gre -  kljub dokazom o nasprotnem -  za pojav v razvitem svetu in ne za stanje, ki samo po sebi ogroža življenja.  Cochraneov pregled iz leta 2014 je ugotovil, da rezultati raziskav ne zadoščajo za jasen odgovor glede razlik v učinkovitosti psihološke proti medicinski terapiji pri otrocih.

### Psihoterapija
Psihoterapija je lahko namenjena tako posameznikom, kot skupinam ali družinam, izvajajo pa jo  strokovnjaki za duševno zdravje, kot so psihoterapevti, psihiatri, psihologi, klinični socialni delavci, svetovalci in ustrezno usposobljeno psihiatrično zdravstveno osebje. Pri kompleksnih in kroničnih oblikah depresije, se lahko kombinira zdravila in psihoterapijo. Pregledni članek iz leta 2012 ugotavlja, da je psihoterapija bolje kot nič, vendar pa ne bolje od drugih načinov zdravljenja.
Kognitivna vedenjska terapija (Cognitive behavioral therapy - CBT), ima na osnovi raziskav največ dokazov za zdravljenje depresije pri otrocih in mladostnikih;  CBT in medosebna psihoterapija (IPT) sta za adolescentne depresije najprimernejši metodi. Osebe, mlajše od 18 let, pravi Nacionalni inštitut za zdravje in klinično odličnost, naj se zdravijo z zdravili samo v povezavi s psihološko terapijo, kot so CBT,  medosebnostna terapija ali družinska terapija.
Psihoterapija se je izkazala kot učinkovita pri starejših ljudeh.  Zdi se, da uspešna psihoterapija zmanjšuje verjetnost za ponovne depresije, tudi potem, ko jo je konec ali ko jo nadomestijo občasne obnovitvene seje.
Najbolj raziskana oblika psihoterapije za depresijo je CBT, ki prizadete osebe navaja na to, da se soočijo s samouničujočimi, pri tem pa trajnimi načini razmišljanja (spoznavanja) in na to, da svoje ne-ustvarjalno vedenje spremenijo. Raziskave, s katerimi se je začelo sredi 1990-ih, so prišle do zaključka, da CBT  pri bolnikih z zmerno do hudo depresijo lahko deluje najmanj tako dobro, če ne bolje, kot antidepresivi.  CBT je lahko učinkovita pri depresivnih mladostnikih,  čeprav njeni učinki pri hudih epizodah niso dokončno znani.  Uspešnost kognitivne vedenjske terapije pri mladostnikih sloni na več spremenljivkah: višji ravni racionalnega razmišljanja, manjši stopnji brezupa, manj negativnih mislih in manj kognitivnih izkrivljanjih.  CBT je še posebej koristna pri preprečevanju ponovitev.  
Pri osebah z depresijo so se uporabljale razne različice kognitivne vedenjske terapije, najbolj opazni med njimi sta bili racionalno-čustvena vedenjska terapija in kognitivna terapija na temelju pozornosti.  Programi za zmanjševanje stresa, ki temeljijo na pozornosti, lahko simptome depresije zmanjšajo. Pozornostni programi zgleda obetajo pri intervenciji pri mladih.
Psihoanaliza je šola mišljenja, ki jo je ustanovil Sigmund Freud; poudarja reševanje podzavestnih duševnih konfliktov. Psihoanalitične tehnike nekateri zdravniki uporabljajo za zdravljenje oseb s hudo depresijo. Bolj pogosto se uporablja psihodinamična psihoterapija, to je  eklektična tehnika, ki ohlapno temelji na psihoanalizi, dodatno pa ima socialen in medoseben fokus.  V meta-analizi treh kontroliranih preizkusov kratke psihodinamske odporne psihoterapije, je bilo ugotovljeno, da je za blage do zmerne depresije ta prilagoditev enako učinkovita kot so zdravila.
Logoterapija, oblika eksistencialne psihoterapije, ki jo je razvil avstrijski psihiater Viktor Frankl, obravnava zapolnjevanje  "eksistenčne praznine", povezane z občutki ničevosti in nesmisla. Predpostavlja se, da je te vrste psihoterapija lahko da koristna za depresijo pri starejših mladostnikih.

### Antidepresivi
Študije učinkovitosti antidepresivov so pri osebah z akutno blago do zmerno depresijo prišle do nasprotujočih si rezultatov. Močnejši so dokazi za koristnost antidepresivov pri zdravljenju depresije, ki je ali kronična (distimija) ali huda.
Čeprav sta ugotovila majhne koristi, sta raziskovalca Irving Kirsch in Thomas Moore mnenja, da gre pri njih lahko da tehnične posledice testiranja, ne pa za resnični učinek zdravil. V kasnejšem članku je Kirsch prišel do sklepa, da je pri novi generaciji antidepresivov končni učinek pod priporočenimi mejami za klinično pomembnost.  Podobne rezultate javlja meta analiza Forniera.
Pregledni članek Nacionalnega inštituta za kakovost zdravja in nege je ugotovil, da za večjo učinkovitost zdravil SSRI v primerjavi s placebom obstajajo trdni dokazi, če je cilj 50 % zmanjšanje v depresivnem skoru pri zmerni in hudi resni depresiji, in da obstajajo dokazi za podoben učinek pri blagi depresiji.  Podobno je Cochraneov sistematični pregled kliničnih preizkusov ugotovil, da za generični antidepresiv amitriptilin obstajajo trdni dokazi, da je bolj učinkovit od placeba.
Leta 2014 je  FDA (Zvezna agencija za zdravila ZDA) objavila sistematičen pregled vseh poskusov z antidepresivi, ki so jih predložili agenciji med 1985 in 2012.  So avtorji zaključili, da vzdrževalno zdravljenje zmanjša tveganje za ponovitev bolezni za 52 % v primerjavi s placebom, in da so vzrok za to predvsem ponavljajoče se depresije v skupini, ki je prejemala placebo, ne pa dejstvo, da se je zdravilo nehalo jemati. 
Da bi našli najbolj učinkovit antidepresiv z minimalnimi stranskimi učinki, se odmerki lahko prilagajajo; po potrebi se lahko poskusi s kombinacijami različnih vrst antidepresivov. Stopnje odziva na prvi uporabljeni antidepresiv so 50-75 %;  lahko traja vsaj šest do osem tednov od začetka jemanja zdravila, da pride do ponovitve.   Antidepresiva se običajno jemlje še 16 do 20 tednov po odpustu, da se zmanjša možnost ponovitve,  priporoča se celo, da se z jemanjem zdravila nadaljuje še eno leto dolgo.  Ljudje s kronično depresijo bodo morda morali jemati zdravila za nedoločen čas, da ne pride do ponovitev.
Selektivni zaviralci ponovnega privzema serotonina (SSRI) so zdravila, ki se predpisujejo predvsem zaradi njihovih relativno blagih stranskih učinkov, poleg tega so pri pretiranih odmerkih SSRi manj strupeni kot drugi antidepresivi.  Bolnikom, ki se ne odzivajo na njih, se lahko predpiše kak drug antidepresiv, kar ima za posledico izboljšanje pri skoraj 50 % primerov.   Druga možnost je atipični antidepresiv bupropion. Venlafaksin, antidepresiv z drugačnim mehanizmom delovanja, je lahko zmerno učinkovitejši od SSRI. Vendar pa se venlafaksin v Veliki Britaniji  ne priporoča kot prva izbira za zdravljenje, zaradi dokazov, da tveganja v zvezi z njim lahko da odtehtajo koristi,  še posebej pa ga odsvetujejo pri otrocih in mladostnikih. 
Za mladostniško depresijo se priporoča fluoksetin.  Antidepresivi imajo zgleda le rahlo korist pri otrocih.  Tudi ni dovolj dokazov za učinkovitost pri bolnikih z depresijo z zapletom demence.  Antidepresivi lahko povzroči nizko raven  natrija v serumu (tako imenovano hiponatriemijo);  kljub temu o tem pogosteje poročajo pri SSRI.  Za SSRI ni nič neobičajnega, da povzročijo ali poslabšajo nespečnost; v takih primerih se lahko predpiše antidepresivno pomirjevalo mirtazapin. 
Ireverzibilne zaviralce monoaminooksidaze, starejši razred antidepresivov, so ogrožali lahko da smrtno nevarni navzkrižni vplivi s prehrano in zdravili.  Še vedno se le redko uporabljajo, čeprav so razvili novejše agente tega razreda, ki se bolje prenašajo.  Varnostni profil je drugačen pri reverzibilnih inhibitorjih monoaminooksidaze kot je moklobemid, kjer je tveganje za resne interakcije s prehrano zanemarljiv in so tako omejitve v dieti manj stroge.
Pri otrocih, mladostnikih in verjetno mladih odraslih, starih od 18 do 24 let, obstaja večje tveganje za samomorilne misli in samomorilno vedenje, če se zdravijo s SSRI.  Pri odraslih ni jasno, ali SSRI vplivajo na nevarnost za samomor.  En pregled povezav ni ugotovil;  drug pregled povečano tveganje;  in tretji nobene nevarnosti pri pacientih med 25 in 65 let starosti in zmanjšanje nevarnosti pri osebah nad 65 let. V ZDA so leta 2007 uvedli opozorilo na ovojnini za SSRI in druga antidepresivna zdravila, ki opozarja na povečano tveganje za samomor pri bolnikih, mlajših od 24 let.  Podobne popravke previdnostnih obvestil je uvedlo tudi Ministrstvo za zdravje Japonske.

### Druga zdravila
Obstaja nekaj dokazov, da dopolnila na osnovi ribjega olja, ki vsebujejo visoke ravni od eikozapentanojske  (EPA) do dokozaheksanojske (DHA) kisline, lahko učinkujejo pri hudi depresiji,  vendar meta-analiza raziskave ugotavlja, da gre lahko za pozitivne učinke zaradi publicistične pristranskosti.  Obstaja nekaj predhodnih dokazov, da imajo zaviralci COX-2 ugoden vpliv na hudo obliko depresije. Litij je zdi učinkovit, kadar gre za možnost samomora pri bolnikih z bipolarno motnjo in unipolarno depresijo, ker  nevarnost zbija na skoraj isto raven, kot jo je videti pri splošni populaciji.  Razpon učinkovitih in varnih odmerkih litija je ozek, tako da je tesno spremljanje morda potrebno. Nizek odmerek ščitničnega hormona se lahko doda obstoječim antidepresivom ob simptomih trdovratne depresije, kadar gre za ljudi, ki so šli že skozi več alternativnih zdravljenj.

### Elektrokonvulzivna terapija
Elektrokonvulzivna terapija (ECT) je standardna  psihiatrična terapija, ki z električnimi sunki povzroči epileptičen napad, ki bolniku olajša duševno bolezen.:1880 ECT se uporabi s privoljenjem obveščene prizadete osebe kot zadnja med možnostmi za intervencijo pri resni depresivni motnji.
Ena seja ECT je učinkovita pri približno 50 % ljudi s hudo depresivno motnjo, ki je odporna proti zdravljenju, najsi gre za unipolarno ali  bipolarno motnjo.    Nadaljevanje zdravljenja je še vedno slabo raziskano, vendar naslednjih dvanajst mesecev približno polovica ljudi, ki se odzivajo, doživi recidiv.
Poleg posledic za možgane so splošne fizikalne nevarnosti ECT podobne nevarnostim pri kratkotrajni splošni anesteziji. Najpogostejša neželena učinka po terapiji sta zmedenost in izguba spomina..   ECT velja za eno najmanj škodljivih možnosti za zdravljenje nosečnic s hudo depresijo.
Običajno poteka ECT tako, da se jo daje dvakrat ali trikrat na teden tako dolgo, da bolnik ne kaže več simptomov. ECT se daje pod anestezijo s sredstvom za sproščanje mišic. Elektrokonvulzivne terapije se med seboj lahko razlikujejo glede namestitve elektrod, pogostnosti uporabe in glede oblike električnega dražljaja. Te tri oblike uporabe kažejo pomembne razlike kar se tiče tako neželenih stranskih učinkov kot tudi popuščanja simptomov. Po terapiji ECT se običajno nadaljuje s terapijo z zdravili, nekateri pa bolniki dobivajo vzdrževalno ECT.
ECT ima zgleda kratkoročen antiepileptičen učinek predvsem na frontalni reženj, in dolgoročno pa nevrotrofični učinek, predvsem na medialni senčni reženj.

### Drugo
Terapija s svetlobo zmanjšuje resnost depresivnih simptomov; ugotovljeno je, da pomaga tako pri sezonski čustveni motnji kot tudi pri ne-sezonskih depresijah, učinkuje pa podobno kot običajni antidepresivi. Pri ne-sezonski depresiji razširitev standardnega antidepresivnega zdravljenja na terapijo s svetlobo ni bilo učinkovita.  Pri ne-sezonski depresiji, če se je svetloba uporabila predvsem v kombinaciji z antidepresivi ali budnostno terapijo so ugotovili zmeren učinek. Odziv je bil boljši kot pri kontrolnem zdravljenju pri testih visoke kakovosti, v testih s terapijo z jutranjo svetlobo, in pri osebah, ki so bili občutljivi na celotno ali delno pomanjkanje spanja.  Obe analizi sta opozorili na slabo kakovost, kratko trajanje in majhno velikost večine pregledanih testov.
Obstaja majhen skupek dokazov, da lahko prečuta noč pomaga. Telesna vadba se priporoča pri blagi depresiji,  na simptome ima zmeren vpliv.  Pri večini ljudi je enakovredna uporabi zdravil ali psihološkim terapijam.   Pri starejših ljudeh depresije zgleda ne zmanjšuje.  V razkritih nerandomiziranih opazovalnih študijah je prenehanje kajenja pri depresiji pomagalo najmanj toliko kot zdravila.  Kognitivna vedenjska terapija in poklicni programi (med drugim sprememba poklicne dejavnosti in podpora), so dokazano zmanjšali število bolniških dni pri zaposlenih z depresijo.

## Napoved
Velike depresivne epizode pogosto s časom ponehajo, tudi če se ne zdravijo. Bolniki na čakalnem seznamu po nekaj mesecih kažejo 10 do 15-odstotno zmanjšanje simptomov,  približno 20 % jih več ne izpolnjuje v celoti meril za depresivno motnjo. Mediana za dolžino epizode po ocenah znaša 23 tednov, najvišjo stopnjo okrevanja  izkazujejo prvi trije meseci.
Študije so pokazale, da bo med pacienti, ki doživijo prvo epizodo hude depresije, 80 % kasneje pretrpelo najmanj eno novo epizodo,  dosmrtno štiri v povprečju.  Druge raziskave splošne populacije so ugotovile, da približno polovica tistih, ki doživijo epizodo, ozdravi (najsi se jo zdravi ali tudi) in ostane ozdravljena, druga polovica pa bo doživela vsaj eno ponovitev, okoli 15 % od njih pa kronične ponovitve.  Študije podatkov iz izbranih bolnišničnih virov kažejo nižjo stopnjo okrevanja in višjo stopnjo kroničnosti, študije s pretežno večino ambulantnih bolnikov pa kažejo, da se skoraj vsi opomorejo; epizoda v povprečju (mediana) traja 11 mesecev. Okoli 90 % ljudi s hudo ali psihotično depresijo, pri katerih večina tudi izpolnjuje merila za druge duševne motnje, doživlja ponovitve. 
Ponovitve so verjetne še v primeru, če simptomi z zdravljenjem ne zginejo v celoti. Trenutne smernice priporočajo nadaljnje jemanje antidepresivov štiri do šest mesecev po remisiji, da ne pride do ponovitve. Rezultati številnih randomiziranih kontroliranih testov kažejo, da nadaljnje jemanje antidepresivnih zdravil po okrevanju lahko zmanjša možnost ponovitve za 70 % (41 % pri placebu v primerjavi z 18 % pri antidepresivih). Zaščitni učinek verjetno traja vsaj prvih 36 mesecev jemanja.
Kdor doživlja ponavljajoče se epizode depresije, potrebuje neprekinjeno zdravljenje, da ne pride do hujše, dolgoročne depresije. V nekaterih primerih je treba jemati zdravila dalj časa ali celo do konca življenja.
Primeri s slabim izidom so povezani z dejavniki, kot so neustrezno zdravljenje, hudi začetni simptomi, med drugimi lahko da psihoza, nastop bolezni v mladosti, več predhodnih epizod, nepopolno okrevanje po enem letu, že obstoječa huda duševna ali zdravstvena motnja kot tudi disfunkcionalno družinsko okolje.
Pričakovana življenjska doba depresivnih ljudi je nižja od pri ljudeh brez depresije, deloma zato, ker so depresivni bolniki izpostavljeni nevarnosti zaradi samomora.  Vendar pa je njih umrljivost višja tudi iz drugih vzrokov,  ker so dovzetnejši za obolenja, kot so na primer bolezni srca.  Do 60 % ljudi, ki storijo samomor, imajo motnje razpoloženja, kot je huda depresija, in tveganje je še posebej visoko, če ima oseba izrazit občutek brezupa, če ima depresijo in hkrati mejno motnjo osebnosti.  Dosmrtna nevarnost za samomor, povezana z diagnozo hude depresije, se v ZDA ceni na 3,4 %, kar je povprečje dveh zelo raznolikih vrednosti, to je skoraj 7 % za moške in 1 % za ženske (čeprav so poskusi samomora pogostejši pri ženskah).  Ocena je bistveno nižja od prej sprejete vrednosti 15 %, ki je rezultat starejših študij hospitaliziranih bolnikov.
Depresija je pogosto povezana z brezposelnostjo in revščino. Huda depresija je trenutno vodilni vzrok za breme bolezni v Severni Ameriki in v drugih državah z visokimi dohodki, v svetovnem merilu pa četrti najpogostejši vzrok. Svetovna zdravstvena organizacija za leto 2030 napoveduje, da bo leta 2030 depresija na drugem mestu (za HIV) kot vzrok za breme bolezni. Zamuda ali neuspeh pri iskanju možnosti za zdravljenje ob ponovitvi, in pa neuspeh zdravstvenih služb, da bi terapijo zagotovile, sta dve od ovir, ki zmanjševanje invalidnosti preprečujejo.

## Epidemiologija
| ni podatkov <700 700–775 775–850 850–925 925–1000 1000–1075 | 1075–1150 1150–1225 1225–1300 1300–1375 1375–1450 >1450 |

Depresija je glavni vzrok za obolevnost po vsem svetu.  Leta 2010 naj zaradi nje trpelo približno 298 milijonov ljudi (4,3 % svetovnega prebivalstva).  Dosmrtna pogostnost je zelo različna, od 3 % na Japonskem do 17 % v ZDA.  Odstotek ljudi, ki med svojim življenjem prestanejo depresijo, v večini držav med 8 in 12 %.  V Severni Ameriki, je verjetnost za hudo depresivno epizodo tekom enega leta je 3-5% za moške in 8-10% pri ženskah.   Populacijske študije so dosledno ugotavljale, da so resne približno dvakrat pogostejše pri ženskah kot pri moških, čeprav ni jasno, zakaj je tako, in tudi ne, ali se za tem skrivajo še neodkriti dejavniki.  Relativen porast v številu obolenj je bolj kot s kronološko starostjo povezan z razvojem v puberteti, v starosti od 15 do 18 let doseže nivo odraslih oseb in je, kot se zdi, bolj povezan s psihosocialnimi kot pa s hormonalnimi dejavniki.
Najbolj pogosta skupina s prvo depresivno epizodo so prizadeti starosti 30 do 40 let; drugi, nižji vrh pojavnosti je med leti 50 in 60.  Nevrološka stanja, kot so kap, Parkinsonova bolezen ali multipla skleroza, nevarnost za hudo depresijo povečujejo, prav tako se poveča prvo leto po porodu.  Prav tako je tveganje večje po srčno-žilnih boleznih srca in ožilja, riziko za depresijo je pri slabem izidu bolezni večji, kot pa pri dobrem.   Študije si pri razširjenosti depresije med starejšimi nasprotujejo, večinoma pa podatki kažejo na padec v tej starostni skupini. Depresivne motnje je bolj kot pri podeželskem opaziti pri mestnem prebivalstvu, prevladuje pa v populacijah z močnejšimi socialno-ekonomskimi dejavniki, kot na primer brezdomstvom.

## Zgodovina
Starodavni grški zdravnik Hipokrat je opisal sindrom melanholije kot samostojno bolezen s posebnimi duševnimi in telesnimi bolezenskimi znaki; "strahove in pobitost, če trajajo dlje časa," je opisal kot značilne za bolezen.  Šlo je za podoben, vendar veliko širši pojem kot je dandanašnja depresija; poudarek je bil na grozdu simptomov, kot so  žalost, potrtost in malodušje, ki se jim pogosto pridružujejo strah, jeza, blodnje in obsedenosti.
Sam izraz depresija je izpeljanka iz latinskega glagola deprimere, "potlačiti, zatreti". Od 14. stoletja dalje so glagol uporabljali v smislu podjarmiti ali ponižati. Angleški pisec  Richard Baker je glagol leta 1665 uporabil v svoji Kroniki za ljudi z "veliko depresijo duha", podobno tudi Samuel Johnson leta 1753.  Izraz se je začel uporabljati tudi v  fiziologiji in  ekonomiji. Prvič je izraz v zvezi s psihiatričnim simptomom uporabil francoski psihiater Louis Delasiauve leta 1856, po 1860 se je začel prikazovati v medicinskih slovarjih v zvezi s fiziološkim in metaforičnim upadom čustvovanja.  Od Aristotla dalje so melanholijo povezovali z učenjaki in pametnimi ljudmi, ki jih njih kontemplativno življenje in ustvarjalnost še posebej ogrožata.  Novejša zasnova je te povezave opustila, v 19. stoletju se je pojem vse bolj  povezovaloz nežnim spolom.
Čeprav je izraz melanholija še dalje bil prevladujoč diagnostični izraz, je depresija sčasoma prihajala vse bolj do besede v medicinskih razpravah in je ob koncu stoletja bila že njen sinonim; nemški psihiater Emil Kraepelin ga je verjetno prvi uporabil kot krovni izraz, ko je različne vrste melanholije imenoval depresivna stanja.
Sigmund Freud je v svojem članku Žalovanje in melanholija primerjal melanholično stanje z žalovanjem. Postavil je teorijo, da izguba zaradi smrti ali razdora, predstavlja ne samo objektivno, temveč tudi subjektivno izgubo; depresiven posameznik se je identificiral s predmetom naklonjenosti, v  nezavednem,  narcisoidnem procesu, ki ga Freud imenuje  libidinalna katekseza  jaza. Takšna izguba ima za posledico hude melanholične simptome, katerih korenine leže globlje kot žalovanje; ne samo da se na zunanji svet gleda negativno, jaz sam je ogrožen. Pacientov upad v ravni samoumevanja se kaže v prepričanju v lastno krivdo, inferiornost in brezvrednost.  Poudaril je tudi izkušnje iz zgodnjega življenja, kot dejavnik, ki predisponira.  Meyer je predlagal mešan socialen in biološki okvir s poudarkom na reakcije v okvirju posameznikovega življenja, in argumentiral, da je treba uporabljati izraz depresija namesto melanholije. Prva različica DSM (DSM-I, 1952) je vsebovala depresivno reakcijo in DSM-II (1968),  depresivne nevroze, opredeljene kot pretirane reakcije na notranje konflikte ali dogodek, ki ga je mogoče identificirati; vključil je tudi vključeno depresivno vrsto manično-depresivne psihoze v poglavju o večjih čustvenih motnjah.
Sredi 20. stoletja so raziskovalci razvili teorijo, da depresijo povzroča  kemično neravnovesje v nevrotransmitorjih v možganih, teorijo, ki temelji na v petdesetih letih opaženih učinkih rezerpina in izoniazida  na ravni monoaminskih nevrotransmitorjev in na simptome depresije.
Izraz "unipolarna" (skupaj s sorodnim izrazom " bipolarna") je skoval nevrolog in psihiater Karl Kleist, po njem pa sta ga prevzela njegova učenca Edda Neele in Karl Leonhard.
Izraz Večja depresivna motnja  je uvedla sredi sedemdesetih let skupina zdravnikov ZDA v okviru predlogov za diagnostična merila, na temelju vzorcev za simptome (tako imenovana "Merila za raziskovalno diagnostiko", katerih osnova so starejša merila  po Feighnerju);  v osemdesetih so jih vključili v DSM-III. Iz razlogov skladnosti ICD-10 uporabljajo enaka merila; spremembe so samo manjše, uporabljajo pa diagnostični prag DSM za diagnozo blage depresivne epizode, pri tem pa za zmerne in hude epizode dodajajo kategorije z višjim pragom.  Starodavna ideja melanholije je še dalje preživela v opisu melanholičnega podtipa.
Nove opredelitve depresije so naletele na širok sprejem, čeprav jim nekatere ugotovitve in stališča nasprotujejo. Če vedno je slišati empirično podprte argumente za vrnitev  diagnoze melanholije.  V zvezi z razvojem in promocijo antidepresivov in biološkega modela po koncu petdesetih let je bilo slišati kritične glasove, kar se odmevnosti diagnoze v javnosti tiče.

## Družba in kultura
Predstave med ljudmi o tem, kaj je depresija, se zelo razlikujejo, tako znotraj kultur kot tudi med njimi. "Ker znanstveno utemeljene gotovosti ni," je eden od komentatorjev pripomnil, "se razprava o depresiji vrti okoli jezikovnih vprašanj. Kako stanje imenujemo - 'bolezen', motnja', 'duševno stanje', - vpliva na to, kako nanj gledamo, kako ga diagnosticiramo in kako zdravimo." Obstajajo kulturne razlike glede tega, v kolikšni meri spada huda depresija med bolezni, ki zahtevajo individualno strokovno zdravljenje, in v kolikšni meri je kazalec za nekaj drugega, kot so recimo nerešeni socialni ali moralni problemi, biološka neravnovesja, ali pa odsev razlik v tem, kako prizadeti razume svoje lastne stiske, ki lahko krepijo občutke nemoči, in čustveni boj z njimi. 
Diagnoza je v nekaterih državah,  na primer na  Kitajskem, manj pogosta. Razlog za to naj bi bilo v tradiciji zakoreninjeno zanikanje ali somatizacija čustvene depresije (čeprav se je po letu 1980 lahko da zanikanje depresije na Kitajskem že drastično spremenilo).  Po drugi strani je možno, da so zahodne kulture začele na človeško stisko gledati drugače in pri tem nekatere od njenih oblik povzdignile v status motnje. Avstralski profesor Gordon Parker in drugi so argumentirali, da zahodna zasnova depresije "medikalizira" žalost ali bedo.  Podobno trdijo drugi, z madžarsko-ameriškim psihiaterom Thomasom Szaszom na čelu, da je depresija metaforična bolezen, katero je neprimerno obravnavati kot dejansko obolenje. Čutiti je bilo tudi zaskrbljenost, da se DSM kot tudi področje opisne psihiatrije, ki izraz uporabljata, nagibata k  potvarjanju abstraktnih pojavov, kot je recimo depresija, pri katerih gre lahko da v resnici za  socialne konstrukte.  Ameriški  arhetipski psiholog James Hillman piše, da je depresija lahko zdrava za dušo, če "nudi zatočišče, omejitev, osredotočenje, resnost, težo, in ponižno nemoč. "  Hillman trdi, da so terapevtski poskusi ozdraviti depresijo odmev krščanske teme vstajenja od mrtvih, vendar pa imajo nesrečno posledico, da duševno stanje osebe demonizirajo.
Zgodovinske osebe so pogosto bile zadržane, kadar je bilo govora o njih depresiji in zdravljenju, tako zaradi družbene stigmatizacije kot tudi zaradi nevednosti, kar se diagnoze ali zdravljenja tiče. Kljub temu pa je analiza ali razlaga pisem, dnevnikov, umetniških del, spisov, ali izjav njihovih družinskih članov in prijateljev pri nekaterih zgodovinskih osebnosti omogoča domnevo, da so lahko da imeli neko obliko depresije. Ljudje, ki so morda imeli depresijo, so med drugimi anglešča pisateljica Mary Shelley  Ameriško-britanski pisatelj Henry James  in ameriški predsednik Abraham Lincoln.  Nekateri znani sodobniki, ki so morebiti depresivni, so med drugim kanadski pisec pesmi Leonard Cohen  in ameriški dramatik in romanopisec Tennessee Williams.  Nekateri pionirji med psihologi, kot sta Američana William James  in John B. Watson, so se sami osredotočali na svojo depresijo. 
Razprave o tem, ali so nevrološke motnje in motnje razpoloženja lahko povezane z ustvarjalnostjo, trajajo že od Aristotela dalje.  Britanska literatura nudi številna razmišljanja o depresiji.  Angleški filozof John Stuart Mill je doživel večmesečno obdobje, imenoval ga je "mračno živčno stanje", v katerem je človek "nedovzeten za užitek ali prijetno razburjenje; eno izmed onih razpoloženj, ko vse, kar te drugače razveseljuje, postane neokusno ali nezanimivo". Citira angleškega pesnika Samuel Taylor Coleridgea in njegovo "potrtost" kot popoln opis njegovega primera: "Žalost brez srčne bolečine, prazna, temna in pusta / dremava, zadušena žalost, brez čustev / brez naravnega odtoka ali rešitve / v besedi, ali vzdihu, ali solzi."   Angleški pisatelj Samuel Johnson okoli 1780 uporablja opis "Črni pes" za svojo depresijo,  izraz, ki ga je pozneje populariziral za depresijo oboleli nekdanji britanski premier, Sir Winston Churchill.
Socialna stigma je, kare se tiče hude depresije, zelo razširjena, in stiki s službami za duševno zdravje jo le rahlo zmanjšajo. Javno mnenje o zdravljenju se od mnenja zdravstvenih delavcev izrazito razlikuje; za alternativno zdravljenje se misli, da je bolj koristno kot pa farmakološke alternative, ki uživajo slabo mnenje.  V Veliki Britaniji sta Kraljevski kolegij psihiatrov in Kraljevski kolegij splošnih zdravnikov 1992-1996 izvedla skupno petletno kampanjo Porazimo depresijo, z namenom izobraževanja in zmanjševanja stigme;  MORI študija po koncu kampanje je pokazala majhno pozitivno spremembo odnosa javnosti do depresije in do zdravljenja.